# غل تبة (أرشق)
غل تبة (بالفارسية: گل‌تپه) هي قرية تقع في إيران في قسم أرشق الشرقي الريفي. يقدر عدد سكانها بـ 206 نسمة .